# Glacera salina

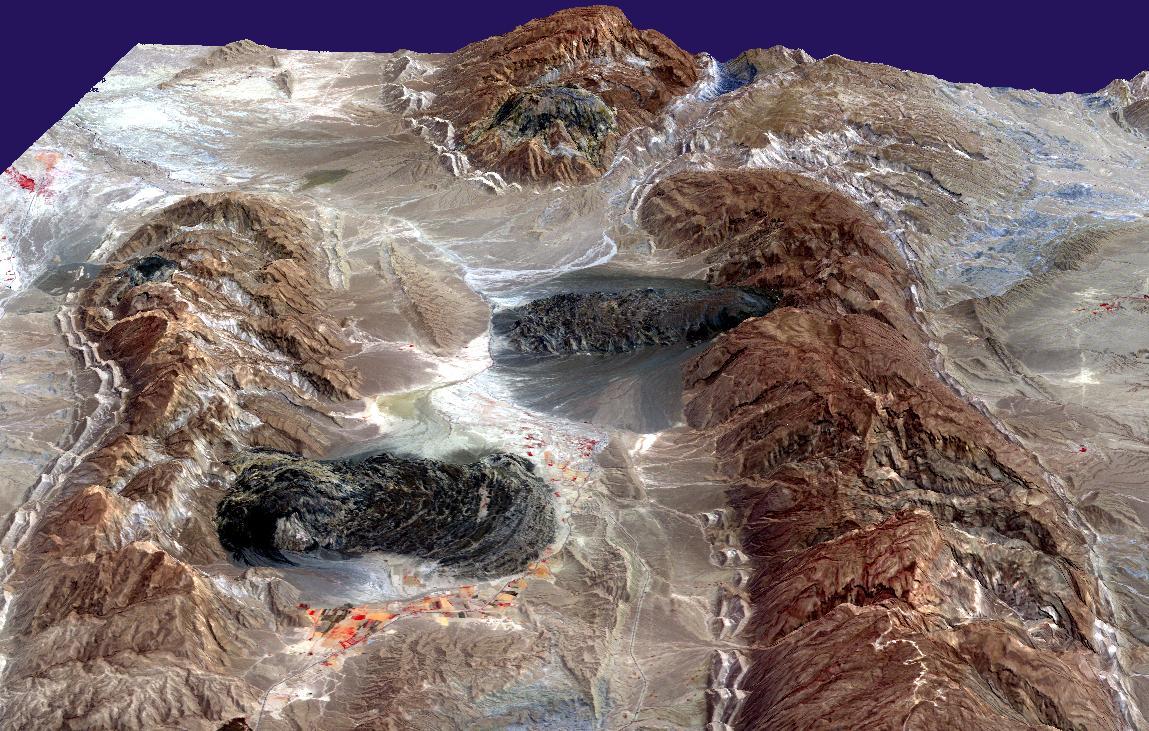
Domos salins (turons) i glaceres salins (zones fosques) en els Monts Zagros al sud de l'Iran.

Una  glacera salina  és un flux de sal (normalment halita) que es crea quan un diapir ascendent en un dom salí trenca la superfície. La gravetat causa que la sal flueixi, com una típica glacera de gel, per les valls adjacents.
La major part d'aquests fluxos ocorren a l'hivern, quan la sal està humida, ja que la força de la sal, depèn de forma molt crítica del seu contingut en aigua.
Les formes resultants, que tenen forma de llengües, es poden estendre diversos quilòmetres. Aquests fluxos poden comportar també argila, que els vueleven foscos.

## Monts Zagros
Al sud de l'Iran als (Monts Zagros) hi ha un aflorament salí en què xoquen dos plaques tectòniques, per una banda Àsia i per l'altra banda Arabia. L'aflorament fa que la gravetat faci fluir la sal entre les valls de les muntanyes de forma molt semblant a les glaceres. El resultat són una mena de llengües de 5 quilòmetres de longitud, (la sal d'aquests afloraments flueix a l'hivern que és quan és més fluida).